# Іноуе Оріхіме
Іно́уе Оріхі́ме (яп. 井上 織姫) — однокласниця Куросакі, познайомилася з ним завдяки Арісаві Тацукі.
В Іноуе довге темно-руде волосся, незмінно заколене маленькими блакитними шпильками у вигляді квіток, які героїня ніколи не знімає і носить на згадку про померлого брата. Завеликі груди Оріхіме періодично стають темою для жартів, а також привертають увагу однокласників та друзів Ітіґо. На кольорових сторінках манґи в Оріхіме блакитні очі, а в аніме — сірі. Її зріст — 157 см. Вік — 15 років.
Оріхіме доброзичлива, весела та добра, вона не любить приносити людям біль та справляє враження наївної та дурнуватої людини, що дивним чином поєднується з високими оцінками в школі.
Вона безпорадна у всьому, що стосується техніки. Один з членів клубу рукоділля відмітив, що Оріхіме недостатньо кмітлива, аби користуватися мобільним телефоном. За словами Тацукі, Оріхіме має чорний пояс по карате, хоча в аніме його колір замінили на жовтий.
Іноуе дуже прониклива, особливо у всьому, що стосується Ітіґо. Насправді, вона таємно закохана в нього, навіть може нез'ясовним чином знаходити його по запаху та відчувати його духовну силу. Вона гостро переживає свою нездатність захистити дорогих людей.
На початку аніме та манґи Оріхіме не є ключовим персонажем, виглядає безтурботною та недалекою дівчиною, але з розвитком сюжету розкривається її характер, а також зростає її роль в історії.